# Afromenotes hirsuta
Afromenotes hirsuta – gatunek pluskwiaków z podrzędu różnoskrzydłych i rodziny Dinidoridae. Jedyny z monotypowego rodzaju Afromenotes.

## Taksonomia
Gatunek i rodzaj opisane zostały po raz pierwszy w 2014 roku przez Petra Kmenta i Annę Kocorek. Opisu dokonano na podstawie dwóch samic odłowionych w 1911 roku. Jako miejsce typowe wskazano Mufungwę koło Sampwe w prowincji Katanga w DR Konga. Rodzaj ten zajmuje pozycję siostrzaną względem Eumenotes, tworząc z nim plemię Eumenotini w obrębie podrodziny Megymeninae.

## Morfologia
Pluskwiak o ciele w zarysie wąskojajowatym, z wierzchu słabo, a od spodu silnie wypukłym, długości od 6,8 do 9 mm i szerokości od 3,3 do 4,1 mm, najszerszym na wysokości czwartego segmentu odwłoka. Ubarwienie ciała jest czarne, jednak cały oskórek pokrywa brązowa, woskowa wydzielina. Na całym ciele oprócz zakrywki występują długie, sterczące, brązowe szczecinki.
Głowa jest poprzeczna, węższa, krótsza i wyższa niż u Eumenotes. Płytki żuwaczkowe wyciągnięte są przed nadustek, ale nie stykają się przed nim, pozostawiając wcięcie i przedustek jest wolny. Zewnętrzne krawędzie płytek żuwaczkowych są najpierw lekko zbieżne, potem mocno do wewnątrz zakrzywione, wewnętrzne zaś równoległe. Boczne brzegi głowy tworzą przed oczami parę małych, zaokrąglonych guzków. Oczy złożone są małe i wyłupiaste. Odległość między przyoczkami jest niewiele większa niż odległość między przyoczkiem a okiem złożonym. Czułki budują cztery człony, z których pierwszy jest gruszkowaty i nie wykracza poza wierzchołek głowy. Między członami czułków niemal niewidoczne są skleryty intersegmentalne. Przed krótkimi i niskimi bukulami leży guzek z trzema szczecinkami. Sięgającą w spoczynku do podstawy środkowej pary bioder kłujkę budują cztery człony.
Przedplecze jest płaskawe, ku przodowi słabo opadające, w zarysie trapezowate z lekko wklęsłymi krawędzią przednią i tylną, rozwartymi i tępymi kątami przednimi i tylnymi oraz prostymi krawędziami bocznymi. Tarczka jest ponad półtora raza dłuższa niż szeroka, węższa niż u Eumenotes i regularnie ku szczytowi zwężająca się. Półpokrywy mają przykrywki długości tarczki lub nieco krótsze, międzykrywki krótkie i wąskie, a zakrywki sięgające do końca lub prawie do końca odwłoka. Środkiem przedpiersia i śródpiersia biegnie płytki rowek podłużny. Ewaporatoria są bardzo małe i ograniczone do metapleur. Ujście gruczołów zapachowych zapiersia jest widoczne od strony grzbietowej, a wgłębienie za ujściem jest owalne, nierozszerzone ku bokom i pozbawione widocznego kanalika ewaporatoryjnego.
Odwłok ma odsłonięte listewki brzeżne z tylno-bocznymi kątami segmentów wyciągniętymi w małe płaty, ku tyłowi o coraz większych rozmiarach. Przetchlinki na pierwszym z widocznych sternitów odwłoka są odsłonięte i umieszczone przy jego krawędziach bocznych.

## Rozprzestrzenienie
Gatunek afrotropikalny, znany tylko z lokalizacji typowej w Demokratycznej Republice Konga.